# Шейхія
Шейхія (араб. الشيحية) — місто в Тунісі. Входить до складу вілаєту Сфакс. Станом на 2004 рік тут проживало 23 625 осіб.